# Bitwa pod Kurekdere
Bitwa pod Kurekdere – starcie zbrojne, które miało miejsce 6 sierpnia 1854 roku podczas wojny krymskiej.
W drugim roku agresji Rosjan na Imperium Osmańskie armia turecka próbowała rozpocząć kontrofensywę. 25-tysięczna armia turecka, mająca w odwodzie dodatkowo 8 tys. żołnierzy, ruszyła w kierunku Gyumri. Pod tą miejscowością, w wiosce Kurekdere, natknęła się na 21-tysięczne wojska carskie. Bitwa była bardzo krwawa i wyrównana, ale błędy dowództwa sułtańskiego, polegające na błędnym rozstawieniu piechoty oraz zbyt wczesnym ataku kawalerii przesądziły o zwycięstwie Rosjan. Straty po obu stronach były wyrównane – 3500 do 3000. Starcie wpłynęło na przerwanie działań wojennych na następne trzy miesiące.